# Locris meurissei
Locris meurissei är en insektsart som beskrevs av Victor Lallemand 1949. Locris meurissei ingår i släktet Locris och familjen spottstritar. Inga underarter finns listade i Catalogue of Life.